# Löwengrube (München)
Koordinaten: 48° 8′ 23,2″ N, 11° 34′ 17,7″ O
Die Löwengrube in München liegt in der Altstadt und ist als Anliegerstraße die Fortführung der als Fußgängerzone ausgewiesenen Schäfflerstraße ab dem Frauenplatz.

## Geschichte
Die Löwengrube wurde nach einem ehemaligen vergoldeten Löwen an einem Haus, das früher zum „Bayerischen Hof“ hieß, genannt oder  wahrscheinlicher nach einem vormaligen Fresko an einem anderen Gebäude (heute: Nr. 20), das „Daniel in der Löwengrube“ darstellte. 1524 wurde Jörg Schnaitter, Pierprew (ein Braumeister) auf dem Anwesen in der Löwengrube 17 genannt, der dort Gerstensaft herstellte. Aus dem dortigen Fresko wurde der Löwe zum Namensbestandteil der Brauerei Löwenbräu, die 1746 erstmals im Biersudverzeichnis von München erwähnt wurde.

## Lage
Die Löwengrube führt nach Westen zur nach Südwesten abzweigenden Ettstraße und der nach Nordosten abzweigenden Karmeliterstraße, ab der sie als Maxburgstraße weitergeführt wird. Die Ettstraße verbindet sie mit der Neuhauser Straße. Die Karmeliterstraße und die Hartmannstraße sowie die nur durch Fußgänger passierbare „Aufhäuser Passage“ stellen Verbindungen zum Promenadeplatz her.

## Bebauung
Die Südseite der Löwengrube wird durch das Gebäude des Münchner Polizeipräsidiums dominiert, einem Gebäudekomplex, der sich von der Ettstraße über die Löwengrube zur Augustinerstraße erstreckt. Am Treppenerker zur Löwengrube befinden sich Skulpturen, die die sechs Todsünden der Polizei darstellen, Original-Fresken des Münchner Malers und Grafikers Bruno Goldschmitt. Sie stellen sechs der sieben Todsünden dar und entstanden in der Zeit der Erbauung des Münchner Polizeipräsidiums in den Jahren 1911 bis 1913 nach den Plänen des Jugendstil-Architekten und Städteplaners Theodor Fischer (1862–1938). Auf der Nordseite ist die Rückseite der Deutschen Bank am Promenadeplatz zu sehen. Die Commerzbank ist in der Löwengrube 14 und die Privatbank Hauck Aufhäuser Lampe in der Löwengrube 18 untergebracht. Die Löwengrube (und die Fortsetzung Maxburgstraße) soll für die zweite Münchner S-Bahn-Stammstrecke untertunnelt werden, deren Fertigstellung für die 2030er Jahre geplant ist.

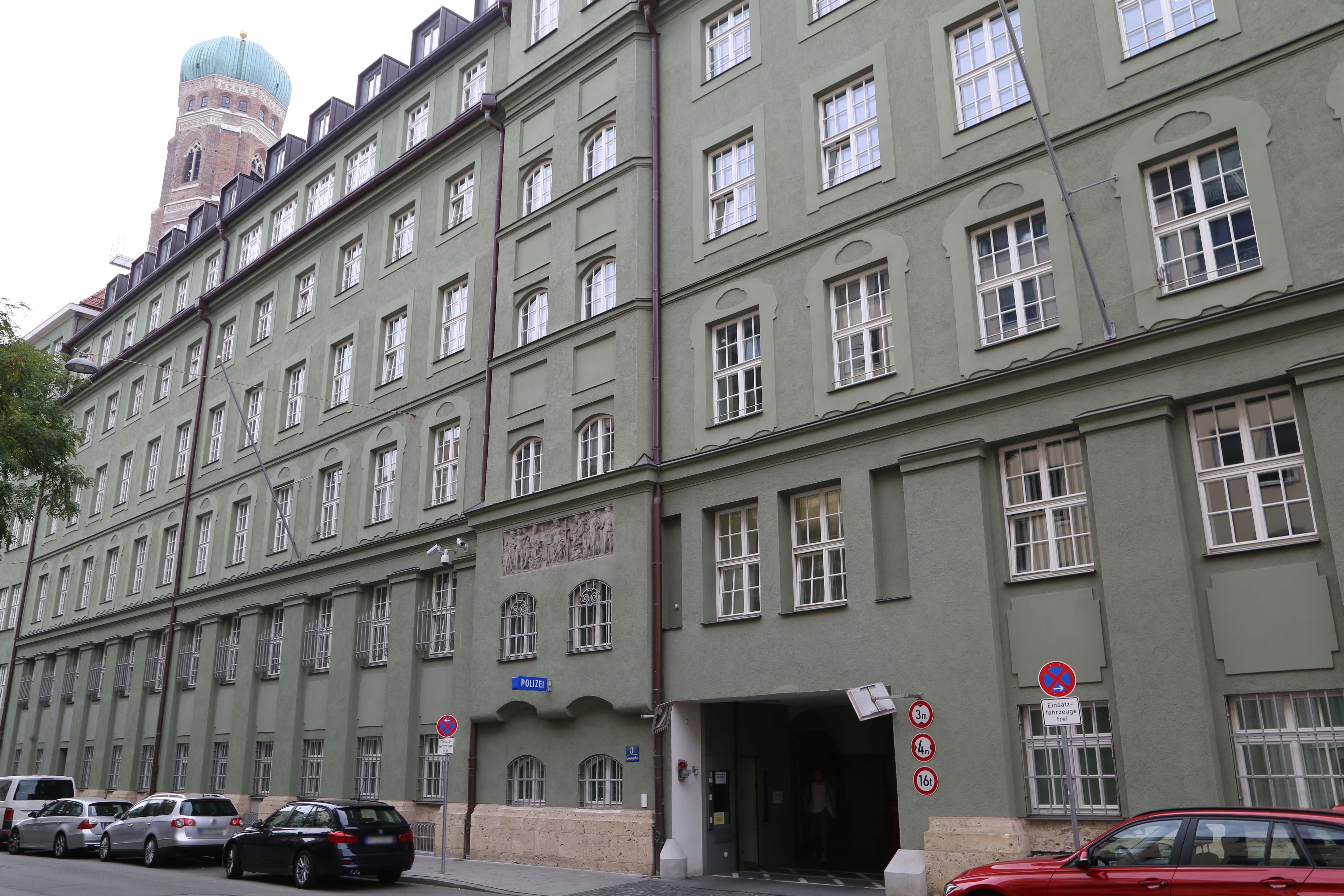
Münchner Polizeipräsidium Löwengrube 3
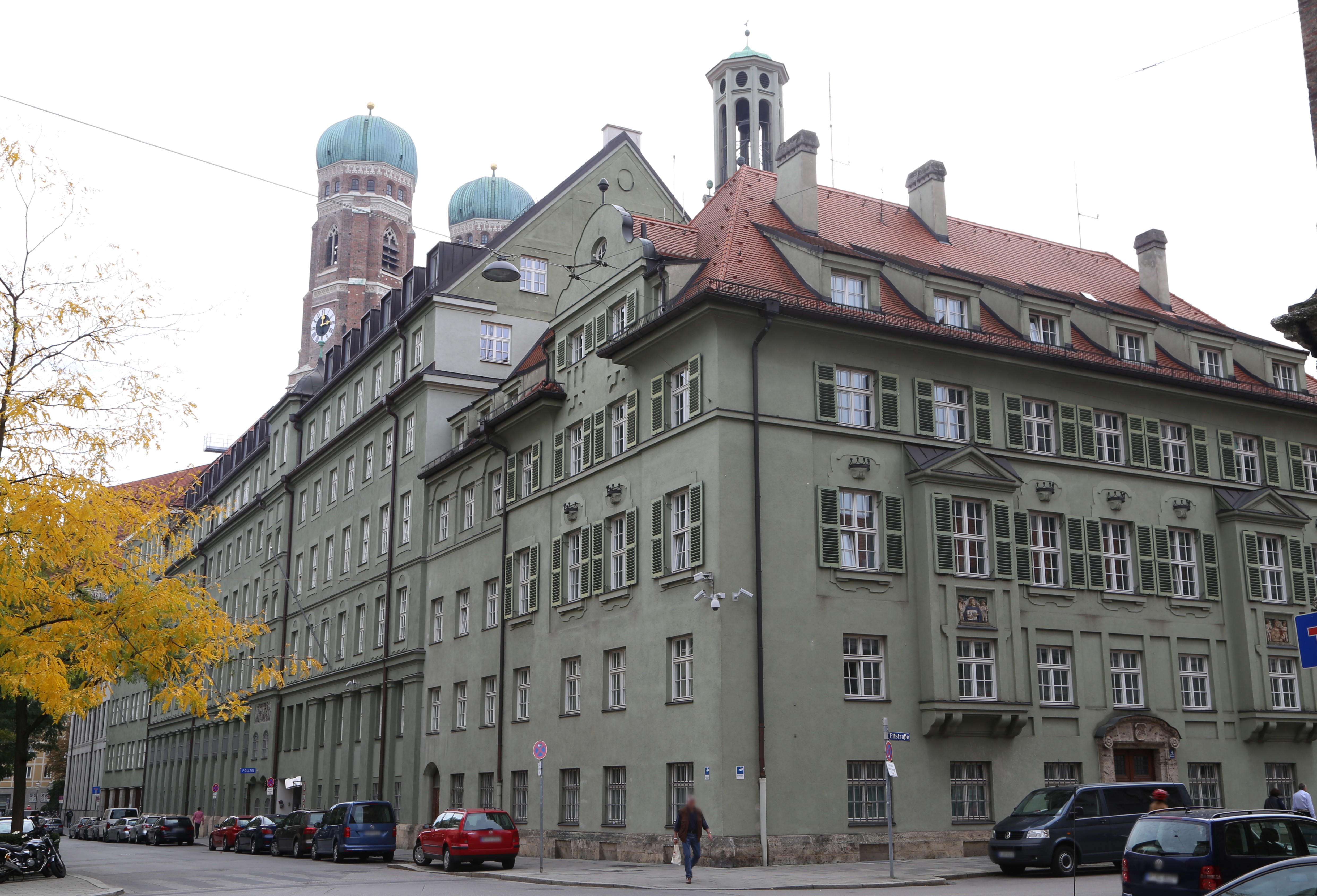
Ecke Ettstraße 2–4 (rechts), Löwengrube 3 (links)
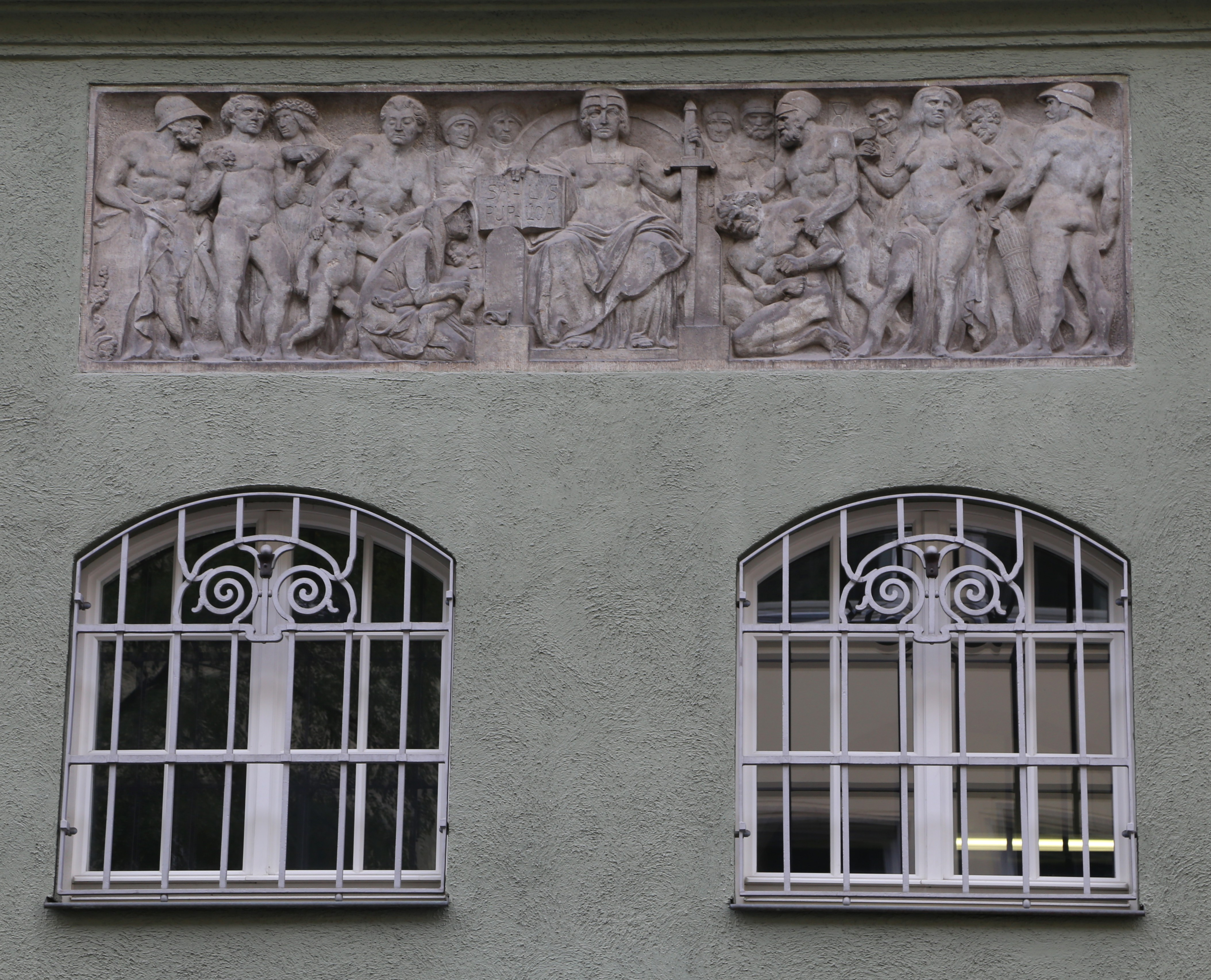
Relief – Salus Puploa am Polizeipräsidium von Jakob Bradl
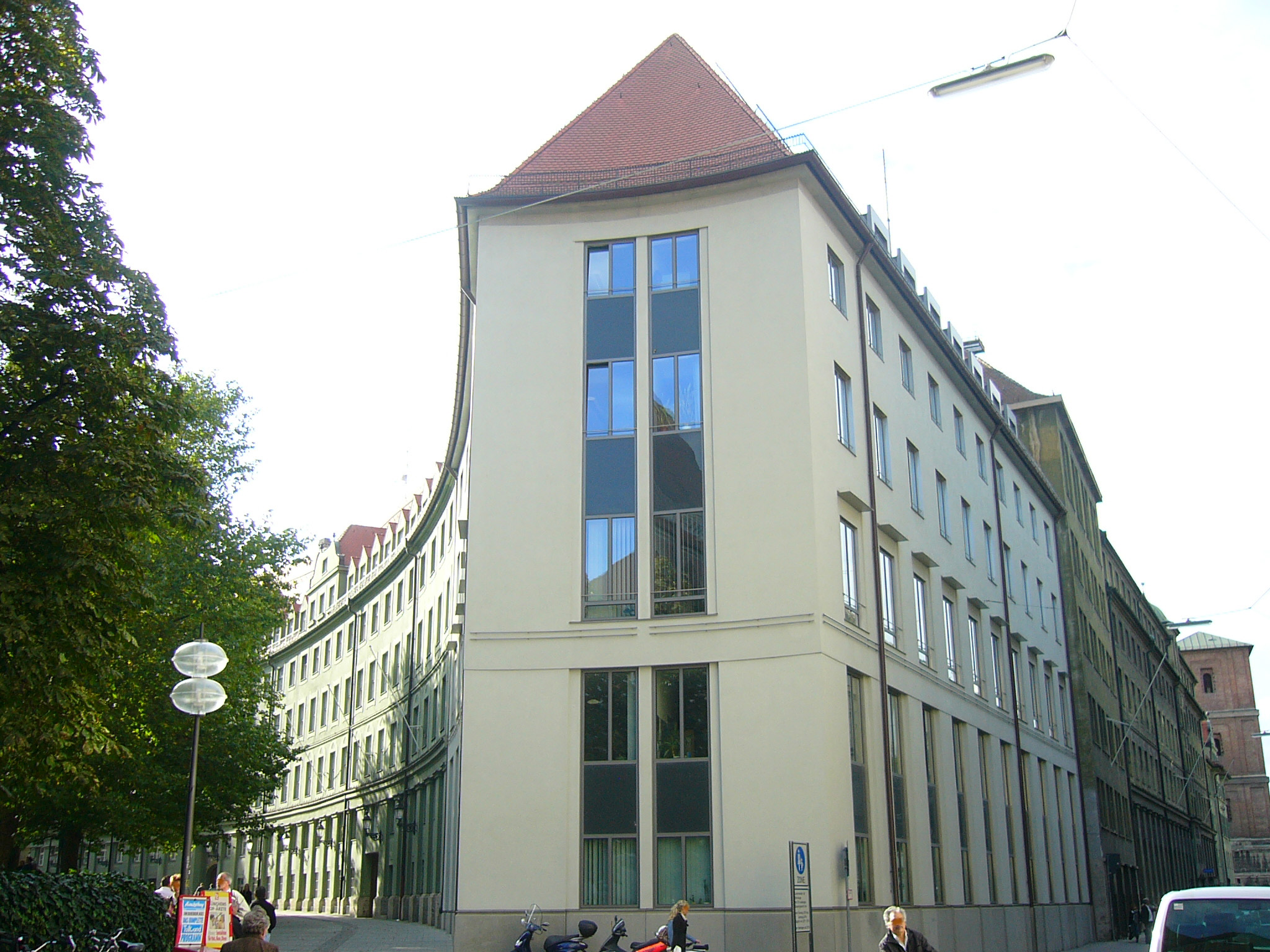
Das sogenannte Posteck, rechts die Löwengrube, links der Frauenplatz mit der Augustinerstraße
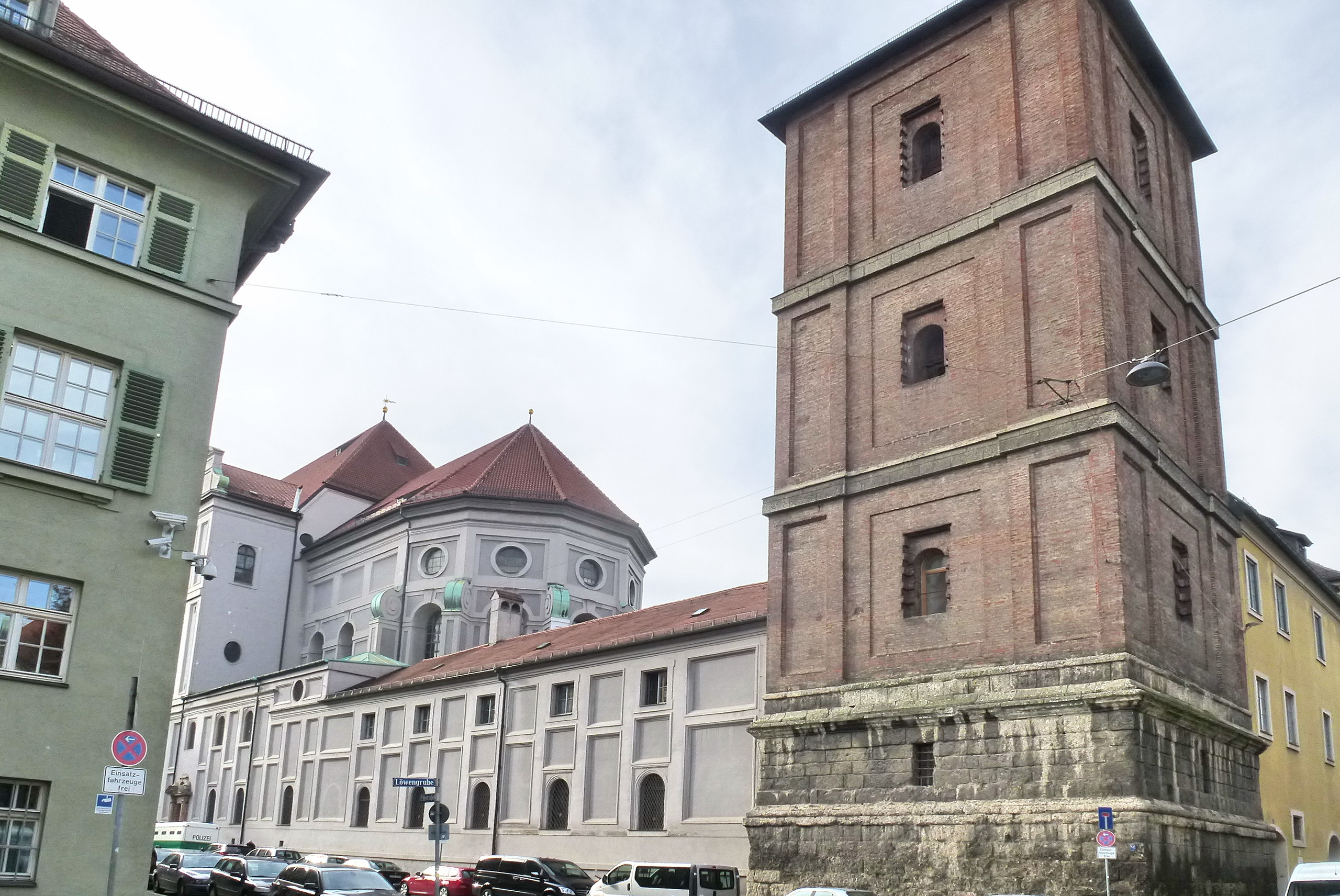
Turm des Jesuiten-Kollegs am Übergang der Löwengrube zur Maxburgstraße mit der Abzweigung Ettstraße
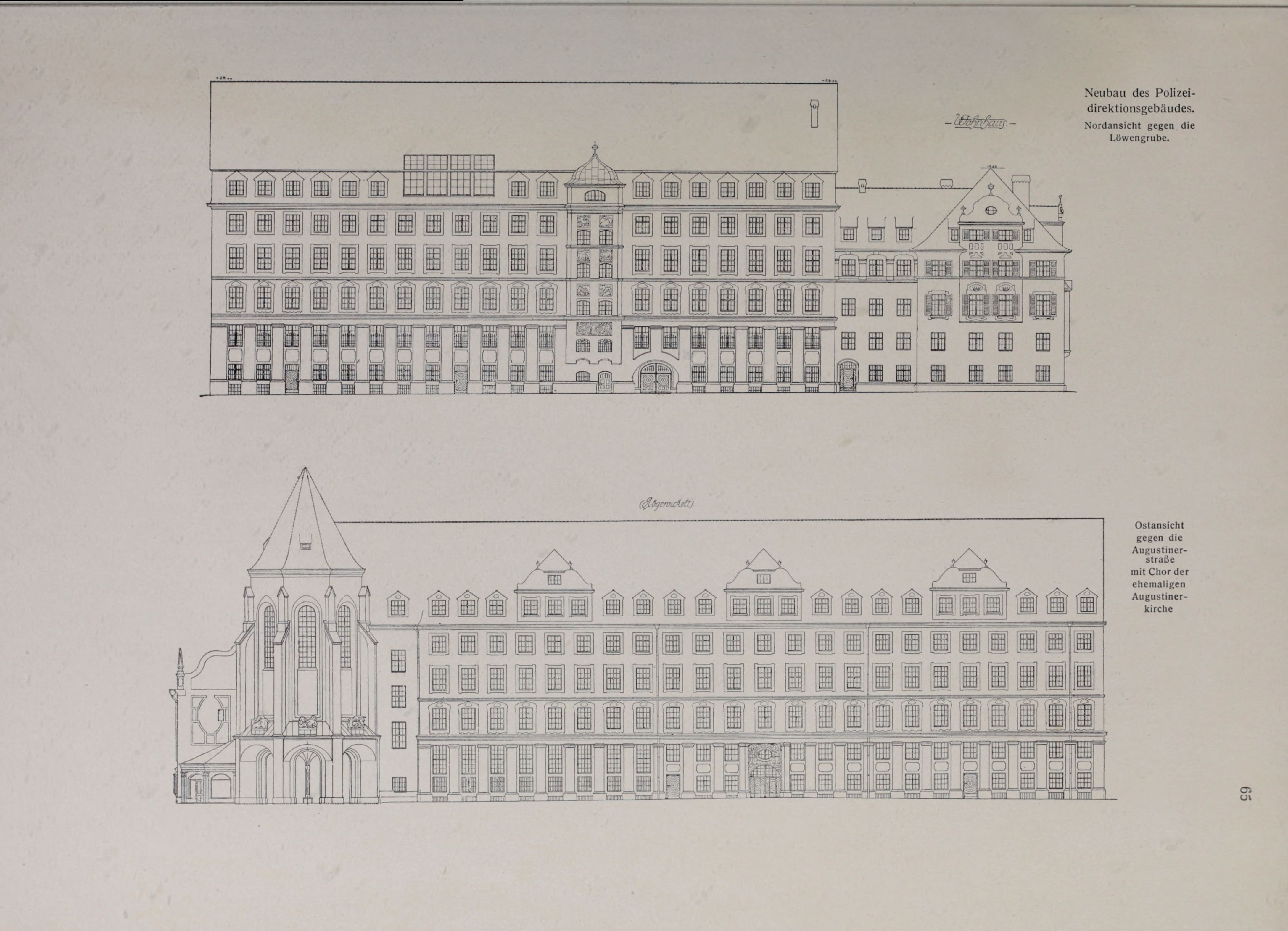
Planungszeichnung; oben: Nordansicht des Polizeidirektionsgebäudes in der Löwengrube
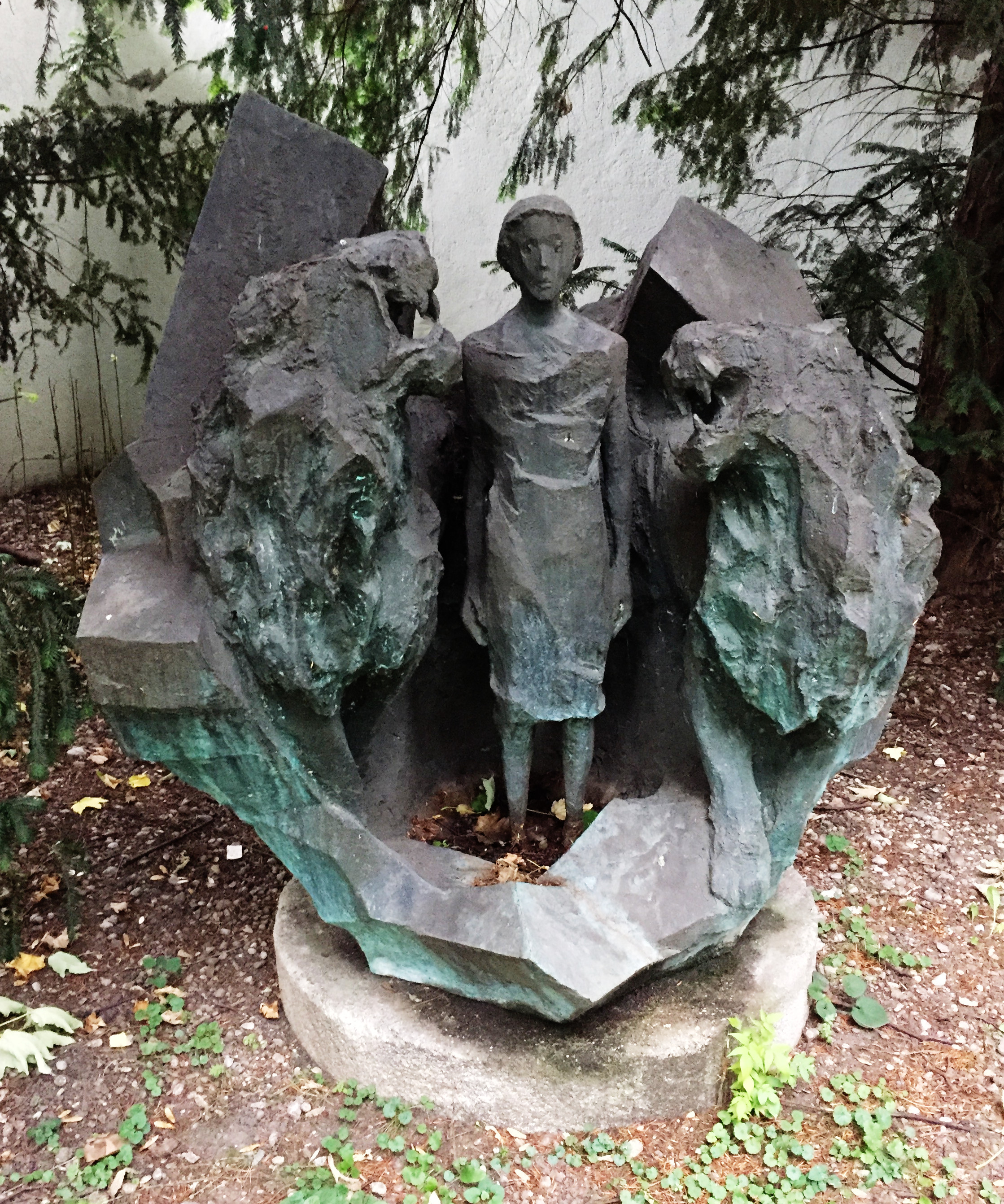
Daniel in der Löwengrube, Löwengrube 18, von Klaus Backmund
Bankhaus Aufhäuser, Löwengrube 20, 1905
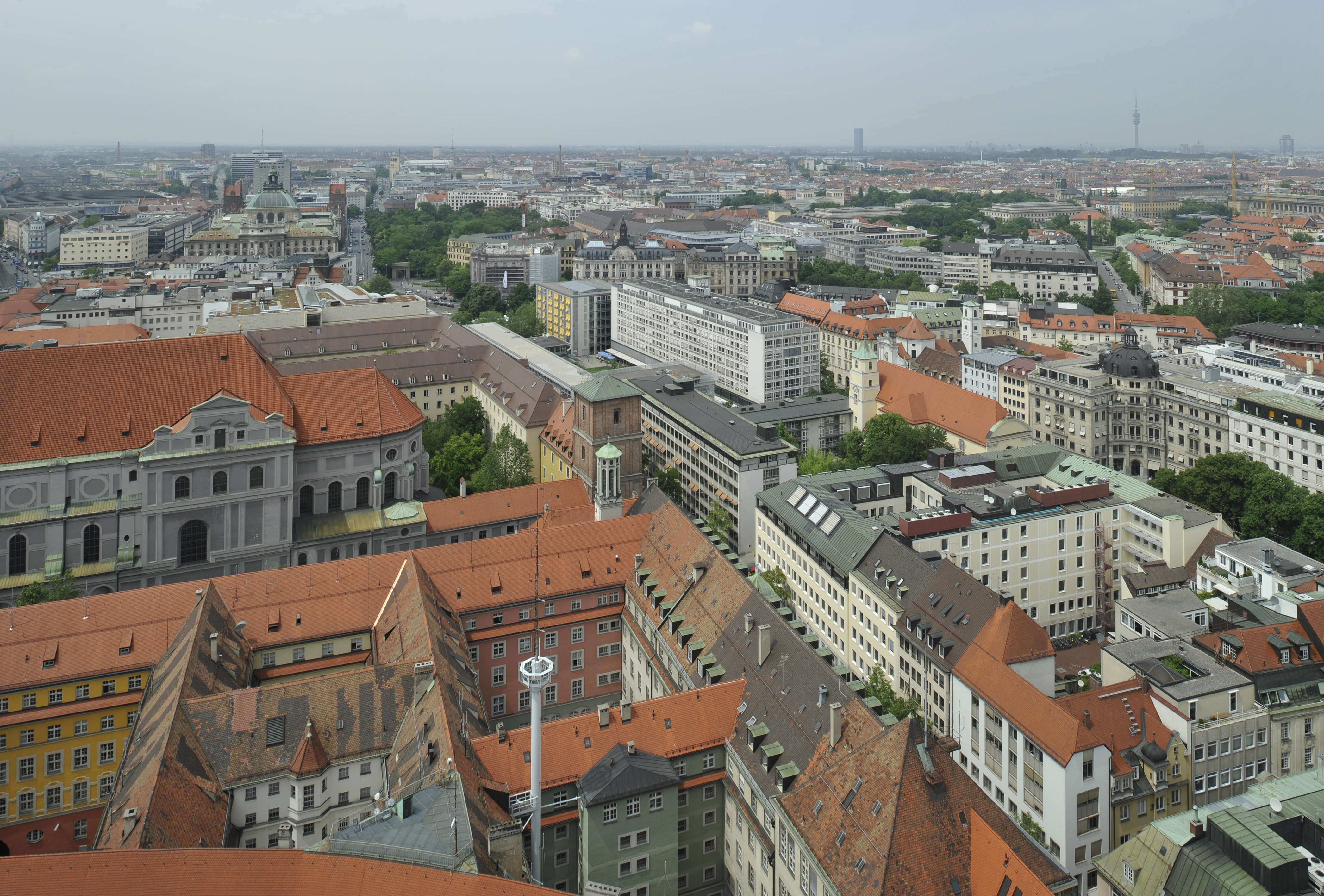
Luftbild der neuen Bebauung rund um die Löwengrube